# Julian Baumgartlinger
Julian Baumgartlinger (Salzburgo, 2 de janeiro de 1988) é um futebolista austríaco que atua como meio-campo. Atualmente está sem clube.

## Carreira
Baumgartlinguer começou sua carreira, ainda com cinco anos, nas categorias de base do  USC Mattsse, clube austríaco. Em 2001, aos treze anos, foi contratado pelo TSV 1860 München. Permaneceu nas categorias de base do clube alemão até ser integrado ao elenco principal em 2006. Em 2009, foi contratado pelo Austria Wien por 200 mil euros.

### Mainz 05
Em 2011, foi contratado pelo 1. FSV Mainz 05 por uma taxa de 1,1 milhões de euros, com contrato válido até 30 de junho de 2019. Em 2016, o então capitão da equipe disptou sua última temporada antes de ser contratado pela também equipe alemã, Bayer 04 Leverkusen, por 4 milhões de euros.

### Seleção Austríaca
Começou sua carreira na seleção nacional no Sub-16, participando de 2 jogos. A partir disso, passou a jogar em todos os times de base, até 2009, quando começou a jogar profissionalmente pela seleção até os dias atuais. Marcou apenas um gol.